# Amblimation
Amblimation var animationsavdelningen i Steven Spielbergs produktionsbolag Amblin Entertainment. Studion stängdes 1997 och delar av deras anställda fortsatte vid DreamWorks Animation.

## Filmografi

### Filmer
| Titel                                       | Releasedatum     | Notering | Inspelade pengar    |
| ------------------------------------------- | ---------------- | -------- | ------------------- |
| Resan till Amerika – Fievel i vilda västern | 22 november 1991 |          | $65 miljoner dollar |
| Rex och hans vänner                         | 24 november 1993 | [ 4 ]    | $9 miljoner dollar  |
| Balto                                       | 22 december 1995 | [ 5 ]    | $11 miljoner dollar |

### TV
- Tillbaka till framtiden (TV-serie) (1991)
- Fievel's American Tails (1992) (med Nelvana)

Alla serier producerades tillsammans med Universal Animation Studios.